# Agustí Carbonell
Agustí Carbonell (Barcelona, 1951) és un fotògraf català considerat una de les referències de l'edició gràfica del país. Cap de Fotografia a La Vanguardia (1989-1992), El País (1992-2000) i El Periódico de Catalunya (2000- 2012). Ha rebut nombrosos premis, com el Godó de Periodisme (1995) i el FotoPres (1983). Professor de Gèneres i Edició gràfica a la Universitat Pompeu Fabra entre dels anys 1994 i 2000. Va iniciar la seva trajectòria professional a l'estudi Levi de Madrid (1970-1975). Ha col·laborat amb Interviú, Sábado Gráfico, Dicen i La Calle. Va ser fotògraf de Mundo Diario.